# Impression (média en ligne)
En informatique, une impression (ou un vu) est l'unité de mesure utilisée pour quantifier le nombre fois qu'un objet est vu par les internautes, en général une publicité, une image, un son ou une vidéo. Dans un contexte de publicité en ligne, une impression mesure le nombre de fois où une annonce est vue, incrémentant ainsi le nombre d'impressions.

## Utilité
Le nombre d'impressions est généralement utilisé à des fins statistiques et comptables. Mesurer les impressions est la méthode par laquelle la plupart des publicitaires Web calculent et payent le coût par impressions (par opposition au coût par clic). Les producteurs de médias en ligne se servent de cette mesure pour quantifier le nombre de vus ou le nombre de « hit ». 

## Fraude
En raison de la possibilité de fraudes, l'activité robotique est généralement filtrée et exclue des rapports statistiques. Une définition plus technique est donnée à des fins comptables par la IAB, un groupe industrie de surveillance des normes : « Les impressions sont une mesure des réponses d'un serveur pour une requête de page à partir du navigateur de l'utilisateur, qui est épurée de l'activité robotisée et des codes d'erreurs avant de faire un rapport, et est enregistrée aussi conformément que possible comme une occasion de voir la page par l'utilisateur.